# La figlia del capitano (film 1958)
La figlia del capitano (Капитанская дочка, Kapitanskaja dočka) è un film del 1958 diretto da Vladimir Pavlovič Kaplunovskij, basato sul romanzo omonimo di Aleksandr Puškin.